# Moradabad (stad)
Moradabad is een stad in de Indiase staat Uttar Pradesh. Het is de hoofdstad van het gelijknamige district en het bestuurlijk centrum van de gelijknamige divisie. In 2001 telde de stad 641.240 inwoners. Moradabad is gelegen aan de rivier de Ramganga, ongeveer 160 kilometer ten oosten van de metropool Delhi. De National Highway 9 van Delhi naar de grens met Nepal passeert langs de stad.